# José Guterres Silva
José Guterres Silva (24 de Abril de 1998) é um futebolista timorense que atua pela defesa. Atualmente joga pelo Sport Díli e Benfica, equipa local.

## Carreira internacional
Seu primeiro jogo na seleção principal foi contra os Emirados Árabes pelas eliminatórias para a Copa do Mundo de 2018, em que perderam por 8 golos a zero.